# Wladimir Giesl von Gieslingen
Wladimir Giesl von Gieslingen (Fünfkirchen, 18 febbraio 1860 – Salisburgo, 20 aprile 1936) è stato un generale e diplomatico austriaco.
Ambasciatore a Belgrado. Fu noto per aver consegnato l'ultimatum austriaco alla Serbia nel 1914 e per aver ritenuto, nel rispetto degli ordini ricevuti, non sufficiente la risposta del governo di Belgrado. Tale atteggiamento portò il 28 luglio 1914 alla dichiarazione di guerra dell'Austria alla Serbia e all'inizio della prima guerra mondiale.

## Biografia

### I primi anni e l'inizio della carriera militare
Wladimir Giesl nacque a Fünfkirchen, oggi Pécs (Ungheria) il 18 febbraio 1860, figlio minore del generale barone Heinrich Karl Giesl von Gieslingen e della sua prima moglie, Emilie, come suo fratello maggiore Arthur venne destinato alla carriera militare. Dopo aver frequentato la Militär-Ober-Realschule di Mährisch-Weißkirchen (oggi Hranice) e l'Accademia Militare di Wiener Neustadt, ottenne il grado di Luogotenente nel 2º reggimento di ulani il 18 agosto 1879.
Dopo essersi diplomato alla scuola di guerra ed aver ricevuto una promozione il 1º novembre 1884 divenne addetto permanente allo Stato Maggiore. Entrò nell'11ª brigata di cavalleria di stanza a Tarnów e dal maggio del 1885 venne spostato nella 10ª brigata di cavalleria di stanza a Brünn. Il 1º maggio 1888 venne promosso capitano e trasferito al 15º corpo di stanza a Sarajevo. Il 29 settembre 1889 sposò Julie, figlia del governatore della Dalmazia, Emil David Edler von Rhonfeld. La coppia ebbe un figlio, Hans, che nacque a Costantinopoli il 25 ottobre 1898 ed una figlia, Maria, che nacque il 13 ottobre 1900 nel medesimo luogo ma morì a soli cinque anni di età.

### La carriera diplomatica nell'area dei Balcani
Il 1º novembre 1891 Wladimir Giesl venne trasferito per merito nel 1º reggimento dragoni di stanza a Theresienstadt. Il 26 novembre 1893 venne nominato addetto militare presso l'ambasciata austriaca di Costantinopoli dove giunse il 9 dicembre. Il 1º novembre 1894 venne promosso Maggiore, viaggiando poi in Egitto, Siria ed a Creta. Il 15 giugno 1896 ottenne la medaglia di Cavaliere di III classe dell'Ordine della Corona Ferrea e quella di II classe dell'Ordine ottomano di Mejidiyye nonché quella di III classe dell'Ordine bulgaro di Sant'Alessandro. Durante le azioni pacificatrici a Creta nel 1896-97 fece parte delle forze armate internazionali presenti sull'isola. Dopo aver ricevuto la promozione a Tenente colonnello il 1º maggio 1897, fu inviato a Tessalonica in occasione della guerra greco-turca e fece parte della commissione sui confini. Per i meriti sul campo ottenne dall'Impero ottomano la medaglia commemorativa di guerra ed infine la medaglia di Cavaliere dell'Ordine austriaco di Leopldo con decorazioni di guerra il 26 settembre 1898. Sul finire del dicembre del 1898 fu nominato addetto militare presso le ambasciate di Atene e Sofia. Nel maggio del 1899 ottenne la croce di Commendatore dell'Ordine della Corona di Prussia e dell'Ordine serbo di Takovo. Nell'ottobre del 1900 ricevette la II classe dell'Ordine ottomano di Osmanie e l'apposizione dei brillanti sulla decorazione dell'ordine bulgaro di Sant'Alessandro oltre alla promozione a Colonnello il 20 novembre 1900.
Durante i suoi lunghi anni di permanenza nell'area dei Balcani, Gieslingen fu tra coloro che contribuirono maggiormente alla conoscenza dell'area, non solo militarmente, ma anche geograficamente ed etnicamente. Tutte informazioni che avrebbero dovuto preparare l'Impero Austro-Ungarico all'imminente guerra che sembrava doversi scatenare proprio in quel teatro d'operazioni.
Durante il 1902 Wladimir Giesl von Gieslingen ottenne la Medaglia Liakat d'oro dell'Impero Ottomano e la croce di Commendatore dell'Ordine della Stella di Romania. Il 28 luglio 1903 fu sollevato dall'incarico a Sofia ed ottenne dall'Austria la croce al merito militare il 3 agosto di quello stesso anno. Nel gennaio del 1904 ottenne la croce di Grand'Ufficiale dell'Ordine al Merito Militare di Bulgaria ed il 25 ottobre 1904 quella di Commendatore dell'Ordine greco del Salvatore. Nel gennaio del 1905 ottenne la II classe dell'Ordine russo di San Stanislao per poi essere promosso al grado di Maggiore Generale il 24 novembre 1906 e divenire addetto alle ambasciate di Costantinopoli ed Atene. Il 18 aprile 1907 divenne delegato aggiunto alla Seconda conferenza di pace internazionale che si tenne a L'Aia in rappresentanza dell'Impero Austro-Ungarico con Kajetan Mérey von Kapos-Mére, veterano della prima conferenza del 1899. Per i suoi meriti di mediazione alla conferenza, ottenne la medaglia da commendatore con placca dell'Ordine di Francesco Giuseppe (13 dicembre 1907), oltre alla Gran Croce dell'Ordine di Danilo del Montenegro (1907) ed alla medaglia commemorativa del congresso emessa dai Paesi Bassi nell'aprile del 1908.

### I preparativi alla guerra
Dal 7 maggio 1907 nei suoi impegni diplomatici rientrò anche la rappresentanza presso il Principato del Montenegro. Il 10 dicembre 1909 ottenne di entrare eccezionalmente a far parte della corte del Montenegro ed ottenne la croce di Commendatore dell'Ordine austriaco di Leopoldo. Promosso Feldmaresciallo Luogotenente, ricevette la Gran Croce dell'Ordine di Francesco Giuseppe il 15 ottobre 1913 e venne trasferito in Serbia. Nel 1914, dopo l'attentato di Sarajevo che portò alla Crisi di luglio, ebbe l'incarico di porre l'ultimatum austriaco al governo di Belgrado, ottenendone il rifiuto su alcuni punti. Di fronte a questa risposta, Wladimir Giesl tornò immediatamente in patria, preparando l'Austria a dichiarare guerra alla Serbia, atto che innescherà la prima guerra mondiale.
Alcuni storici hanno commentato la dipartita di von Gieslingen da Belgrado come una volontà di stare al di fuori delle responsabilità di conflitto ma è anche vero che la gestione di così tante responsabilità proprio nell'ambito della prima guerra mondiale lo spinsero unicamente ad eseguire gli ordini impartitigli dai suoi superiori.

### Gli ultimi anni
Tornato a Vienna, von Gieslingen divenne ufficiale del Ministero degli Affari Esteri e venne promosso Generale di Cavalleria il 15 agosto 1914. Il 27 luglio 1915 ottenne il pensionamento per speciali meriti riconosciutigli dall'imperatore Francesco Giuseppe che gli concesse il Signum Laudis in bronzo ed il titolo di Consigliere Privato.
Per l'esperienza accumulata nel 1917 venne inviato a Costantinopoli con la speciale missione di preparare la visita dell'ultimo imperatore degli Asburgo, Carlo d'Austria, e dell'imperatrice Zita nei primi mesi del 1918. Dopo aver espletato anche questo compito, si ritirò nella sua tenuta di Radkersburg nella Stiria meridionale. Dopo la guerra le sue carte, i suoi appunti e le sue memorie vennero radunati da Eduard von Steinitz nel volume "Zwei Jahrzehnte im nahen Orient" e pubblicate poi nel 1927. Wladimir Giesl von Gieslingen morì il 20 aprile 1936 a Salisburgo.